# Ferrières-Saint-Mary
Ferrières-Saint-Mary är en kommun i departementet Cantal i regionen Auvergne-Rhône-Alpes i mitten av Frankrike. Kommunen ligger  i kantonen Massiac som ligger i arrondissementet Saint-Flour. År 2022 hade Ferrières-Saint-Mary 238 invånare.

## Befolkningsutveckling
Antalet invånare i kommunen Ferrières-Saint-Mary
Referens:INSEE